# Goran Vuk
Goran Vuk, slovenski nogometaš, * 11. oktober 1987, Jajce, Jugoslavija.
Vuk je profesionalni nogometaš, ki igra na položaju napadalca. Od leta 2022 je član slovenskega kluba Kamnik. Pred tem je igral za slovenske klube Dob, Domžale in Radomlje ter avstrijske Rückersdorf, Poggersdorf, Arnoldstein in Eberstein. Skupno je v prvi slovenski ligi odigral 78 tekem in dosegel šest golov. V sezoni 2011/12 je bil prvi strelec v drugi slovenski ligi.
Tudi njegov mlajši brat Slobodan je nogometaš.